# James Pradier
Pour les articles homonymes, voir Pradier.
James Pradier, pseudonyme de Jean-Jacques Pradier, né à Genève le 23 mai 1790 et mort à Bougival (Yvelines) le 4 juin 1852, est un sculpteur et peintre franco-suisse.
Apprécié de son vivant, il fut considéré comme l'un des plus grands sculpteurs de son époque, jusqu'à sa mort sous le Second Empire. Ses œuvres ont connu une grande postérité.

## Biographie

### Enfance
James Pradier naît le 23 mai 1790 à Genève, dans la république de Genève, qui est annexée à la France révolutionnaire en 1798. Il est le quatrième enfant d'une famille descendant de protestants français (Huguenots) ayant fui le Languedoc après la révocation de l'édit de Nantes. Le père de Pradier est propriétaire de l'hôtel l'Écu de France, un petit établissement situé à Genève. Bien qu'appartenant à la petite bourgeoisie, la famille est loin d'être riche et ne peut payer des études aux enfants. Le père de Jean-Jacques décide donc de placer ses fils en apprentissage dès leur majorité — 12 ou 13 ans à l'époque. Pradier et son frère aîné Charles-Simon Pradier (en) entrent ainsi dans l'atelier de Jean Détalla pour apprendre le métier de graveur sur montre.
Les apprentis les plus doués sont autorisés à s'inscrire aux cours de l'école publique de dessin. Jean-Jacques et son frère s'y inscrivent donc respectivement les 11 et 23 avril 1804. Très vite, Charles-Simon démontre des dispositions pour la peinture et grâce à une pension accordée par la municipalité de Genève, il décide de partir poursuivre sa formation à Paris.

### Formation
Après avoir fini son apprentissage, Jean-Jacques rejoint son frère à Paris en 1807. Là-bas, il travaille pour François-Frédéric Lemot avant d'être admis dans son atelier à l'École des beaux-arts de Paris le 5 février 1811, ainsi que dans ceux des peintres Charles Meynier et François Gérard. Suivant la mode de l'époque, c'est à cette époque qu'il adopte le prénom anglophone de « James ».
Pendant sa formation aux Beaux-Arts, il poursuit l'objectif du grand prix de Rome et entre en concurrence avec des artistes majeurs comme David d'Angers ou encore François Rude. En 1813, il concourt pour le prix en sculpture. Il réalise le bas-relief Néoptolème empêche Philoctète de percer Ulysse de ses flèches et remporte la première place. Il est suivi par deux seconds prix : Flatters et Petitot.
Un an plus tard, le 13 janvier 1814, Pradier arrive à l'Académie de France à Rome. Il côtoie là-bas plusieurs artistes de renom dont les sculpteurs Jean-Pierre Cortot, Jules-Robert Auguste et David d'Angers. Durant son séjour, il suit des cours de dessin dispensés par l'Académie de Saint-Luc et fréquente probablement les ateliers de Canova et Thorvaldsen. Il réalise plusieurs œuvres à l'Académie dont un Ganymède, un plâtre d'Orphée. Cependant, on possède peu d'autres informations de ces cinq années romaines.

### Reconnaissance

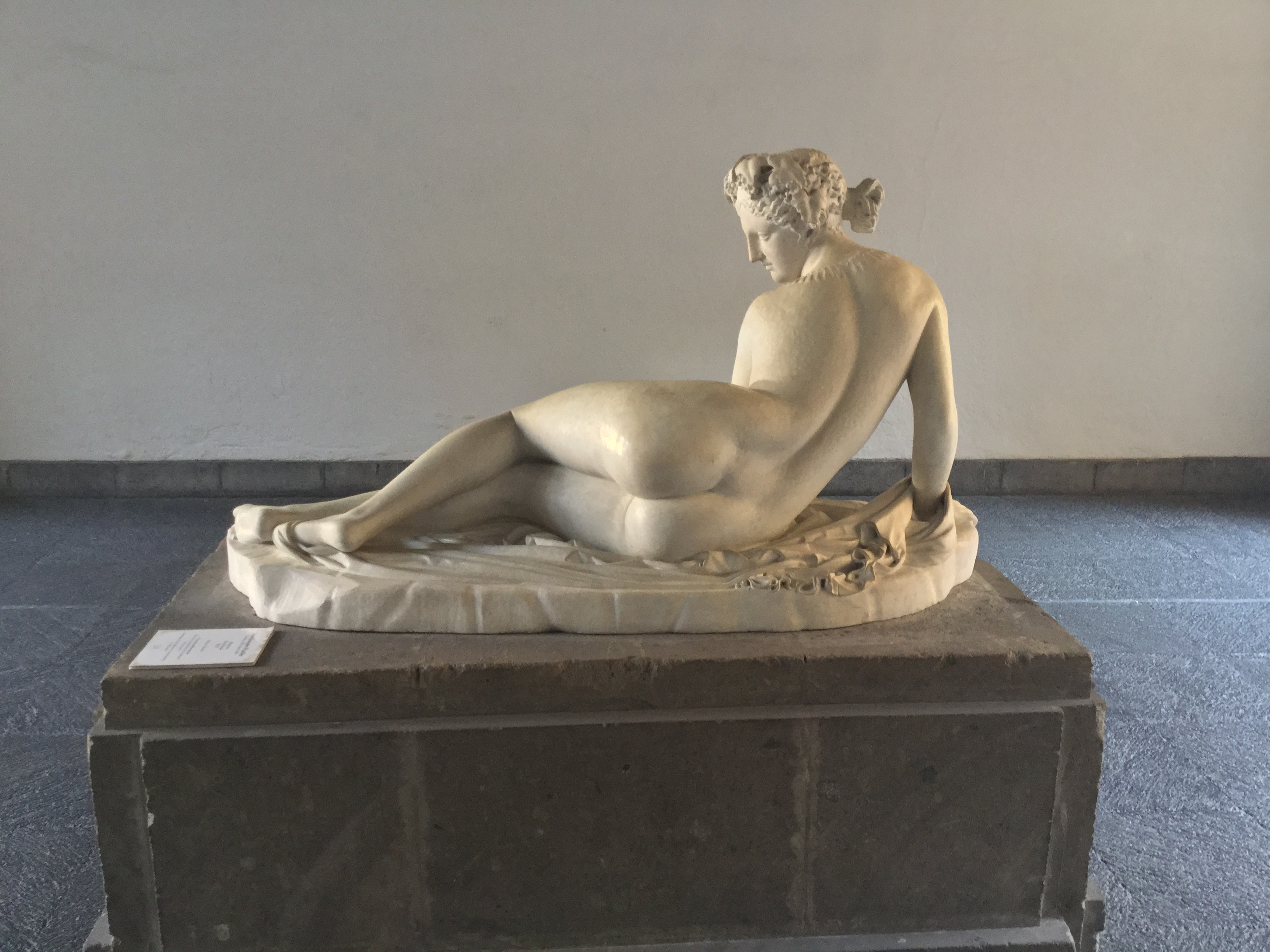
Une nymphe ou Bacchante (1823), marbre, Mexico,.

Pradier est de retour à Paris en 1819. Malgré son prix, il est encore inconnu dans la capitale et cherche à établir sa notoriété. Grâce à la commande du tombeau du duc de Berry et l'obtention d'une médaille d'or au Salon de 1819 pour la réalisation d’Une nymphe (musée des Beaux-Arts de Rouen), il s'impose vite parmi les jeunes sculpteurs qui comptent. En 1819, il reçoit sa première commande de l'État : les bustes des frères Montgolfier.
En 1827, il est élu à l'Académie des beaux-arts. Le titre d'académicien lui permet d'exposer ses œuvres au Salon sans passer devant le jury — dont il fait désormais partie. Peu après, il est nommé professeur de sculpture à l'École des beaux-arts de Paris le 23 janvier 1828, où il remplace François-Frédéric Lemot. En 1828, Pradier est nommé chevalier de la Légion d'honneur, ce qui vient marquer son ascension fulgurante et confirme son succès, faisant de lui un artiste de premier plan.
La longue carrière de Pradier, de 1819 à 1852, s'étend sur différents régimes politiques. Mais estimé, l'artiste reçoit des commandes de chacun d'entre eux. Il réalise notamment des commandes pour la chambre des députés en 1830 et la place de la Concorde (statues allégoriques de Lille et Strasbourg) en 1836. Enfin, il réalise l'ensemble sculpté du fronton du palais du Luxembourg en 1840.
Habitué des salons parisiens, il fréquente régulièrement ceux du peintre Gérard, de Mme Sabatier ou encore d'Arsène Houssaye. Il y retrouve de nombreuses personnalités artistiques et littéraires dont Victor Hugo, Eugène Delacroix, Charles Baudelaire, Honoré Daumier et bien d'autres.
En 1831, le domicile de l'artiste est situé au 4bis, rue des Beaux-Arts et son atelier au 3, rue Neuve-de-l'Abbaye.
En tant que peintre, il n'a produit que quelques aquarelles et a exposé des peintures au Salon de 1837. Une Académie d'homme debout portant sa signature est conservée au musée d'Art et d'Archéologie de Senlis.

### Vie privée

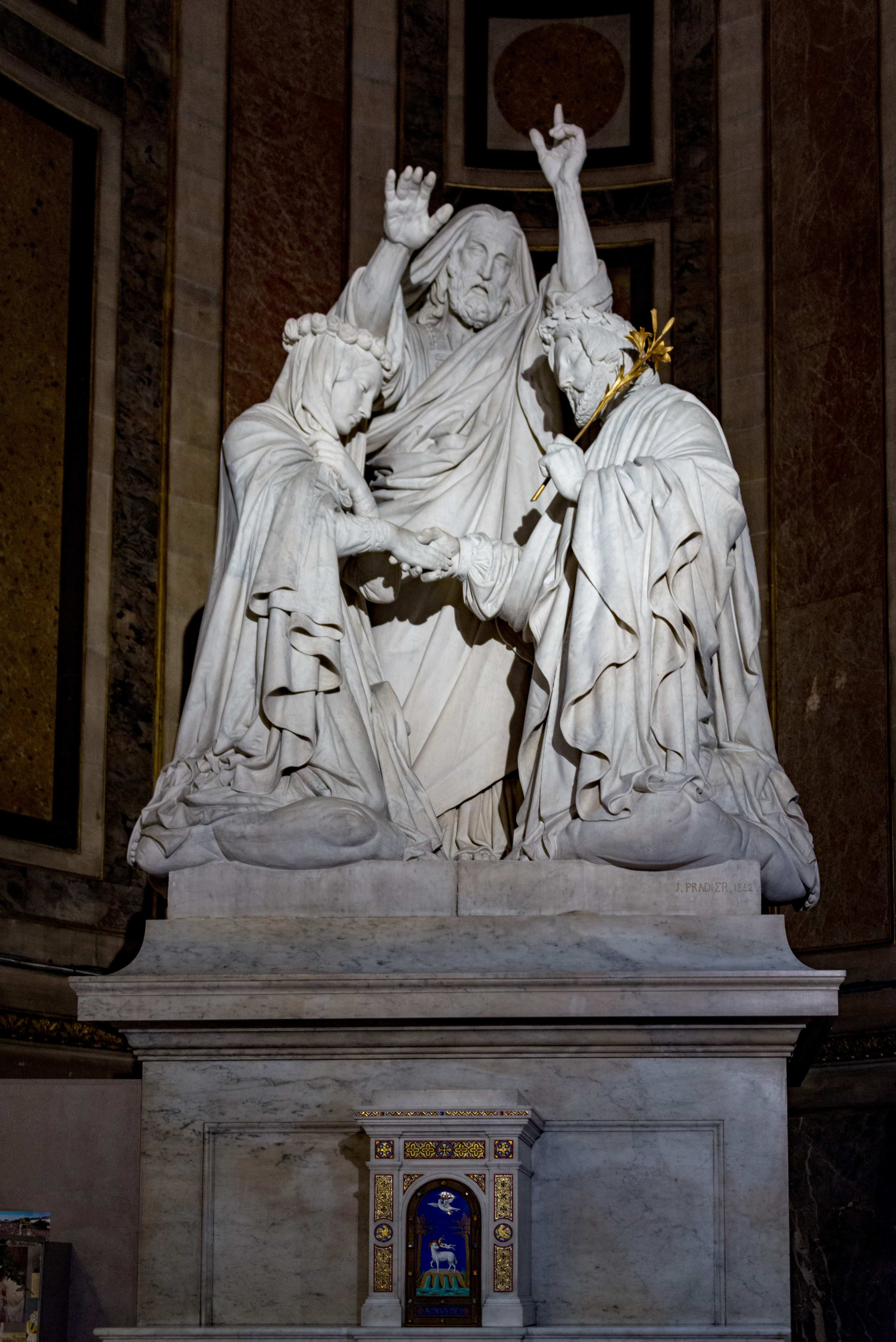
Le Mariage de la Vierge (1840), Paris, église de la Madeleine. Le visage de la Vierge semble être réalisé d'après celui de Louise, la femme de Pradier.

Pendant son séjour en Italie, James Pradier rencontre une jeune Romaine qui le suit à Paris. Elle lui sert de modèle pour sa Psyché. Le sculpteur abandonne la jeune femme et s'éprend, peu après, de Juliette Drouet qui devient sa maîtresse en 1825 et dont naît une fille, Claire Gauvain (1826-1846), qui devint Claire Pradier lorsqu'elle fut reconnue par son père deux ans plus tard. C'est Juliette Drouet ou son épouse Louise, qui sert de modèle au sculpteur pour la statue allégorique de Strasbourg, située à Paris, place de la Concorde. De même, on a voulu reconnaître les traits de Juliette Drouet dans le groupe en marbre Satyre et bacchante qui fit scandale au Salon de 1834. Cette liaison prend fin dès que Juliette quitte Paris avec le prince Demidoff avec qui elle entretenait une liaison et le quitte ensuite pour Victor Hugo, alors ami de Pradier. James fait office de père pour Claire le temps de sa courte vie, ce qui compromet les rapports entre les deux artistes. Néanmoins, Victor Hugo mène le cortège avec James Pradier lors des obsèques de la jeune fille, morte à 20 ans.
Le 27 août 1833, James Pradier épouse Louise Dupont née d'Arcet, fille de Jean-Pierre-Joseph d'Arcet. Il en fera de nombreux portraits dont trois sont aujourd'hui reconnaissables dans des images de la Vierge. Le premier, dans une toile de 1836 présentant une Vierge à l'enfant, le deuxième dans une peinture d'une Descente de Croix et le dernier dans la Vierge en marbre de la cathédrale Notre-Dame-des-Doms d'Avignon. En 1839, il fait également figurer le portrait de Louise dans la Comédie légère de la fontaine Molière. Ensemble, ils auront trois enfants : Charlotte née le 27 juillet 1834, John né le 21 mai 1836, et Thérèse, née le 3 juillet 1839. Les deux filles sont élevées à la maison d'éducation de la Légion d'honneur à Saint Denis. Pradier fit de nombreux croquis et statuettes de ses enfants. Le 3 janvier 1845, le sculpteur se sépare de sa femme qui dilapide leur argent par ses folles dépenses. Louise qui a contracté 100 000 francs de dettes en est ainsi tenue responsable légalement. La garde exclusive des enfants revient à Pradier qui verse tout de même à son ex-épouse une pension annuelle de 1 000 francs.
James Pradier meurt le 4 juin 1852 d'une crise d’apoplexie survenue à Bougival lors d’une excursion à laquelle participent notamment sa fille benjamine Thérèse, l'institutrice de celle-ci nommée Adeline Chômat, Noémi Constant et Eugène Guillaume, respectivement élève et ancien élève de Pradier. L'acte de décès porte l'adresse « rue de Mesmes no 150, à Rueil », qui correspond à la maison dans laquelle son corps a été transporté,. Il est inhumé à Paris au cimetière du Père-Lachaise. Au lendemain de sa mort, sa sculpture de Sapho exposée au Salon est recouverte d'un voile noir.

## Réception critique
Baudelaire dans son ouvrage Curiosités esthétiques Salon de 1846 (p. 87) a un avis mitigé sur le talent de Pradier : « Ce qui prouve l'état pitoyable de la sculpture, c'est que M. Pradier en est le roi. Au moins celui-ci sait faire de la chair, et il a des délicatesses particulières du ciseau ; mais il ne possède ni l'imagination nécessaire aux grandes compositions, ni l'imagination du dessin. C'est un talent froid et académique ».

## Mouvement artistique et corpus

### Le style de l'artiste

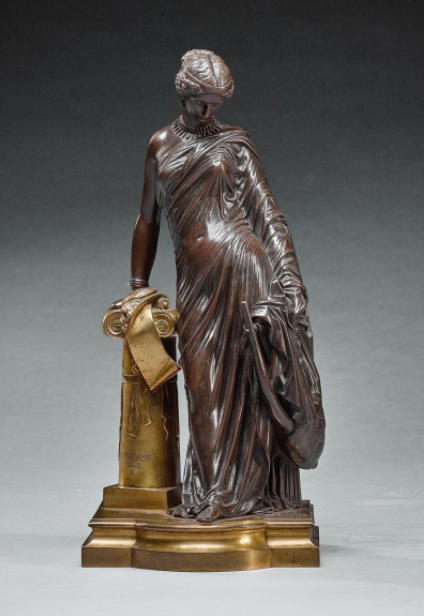
Sappho à la colonne, 1884, Mougins, musée d'Art classique.

Au XIXe siècle, plusieurs courants et styles cohabitent dans les arts. Il est d'ailleurs difficile de regrouper des œuvres parfois très différentes sous la même étiquette. Les règles académiques sont encore d'actualité à cette époque et de nombreux artistes reprennent ainsi des sujets antiques souvent inspirés de la mythologie ainsi qu'une esthétique néo-classique et utilisent le marbre, matériau faisant référence à l'Antiquité. Mais, si certains artistes en reprennent les caractéristiques exactes, d'autres se laissent influencer par des mouvements parallèles. 
C'est le cas de Pradier qui mêle à la fois dans ses œuvres un art antique et un art inspiré de la nature. En effet, ce dernier fortement marqué par son passage à Rome, s'inspirera toute sa vie des thèmes inspirés de la mythologie et des récits antiques mais en mettant l'accent sur les figures (le thème majeur de son œuvre). Il représentera ses personnages avec des attributs et des vêtements anciens. Cependant, ses œuvres sont également marquées par différentes nuances romantiques. Il laisse transparaître la mélancolie et le drame qui font le lien avec l'histoire de ses héros. Enfin, les chairs de ses personnages, sensibles sous les drapés, seront toujours marquées par un fort naturalisme et un certain sensualisme. Pradier reste, comme beaucoup à son époque, un artiste ambivalent. Un des meilleurs exemples de son style demeure la sculpture de Sapho, conservée à Paris au musée d'Orsay. La tête baissée et la lyre délaissée, la poétesse victime d'un refus amoureux songe au suicide.

### Œuvres dans les collections publiques
Canada
- Montréal, musée des beaux-arts : Sapho debout, 1848, bronze argenté.

France
- Aigues-Mortes, place Saint-Louis : Monument à saint Louis, 1849[19].
- Angers, Musée des Beaux-Arts : Sapho, statuette en bronze, 73 × 89 × 48 cm[20].
- Avignon, musée Calvet : Cassandre réfugiée au pied de l'autel de Minerve, statue en marbre blanc, 115 × 98 × 83 cm[21]
- Bourg-en-Bresse, musée municipal : L'Amour et Psyché, 1850, statuette en plâtre, 42 × 25 × 20 cm[22].
- Chantilly, musée Condé ; Henri d'Orléans, duc d'Aumale, buste en plâtre, 36,5 × 25 × 12 cm[23]
- Compiègne, château de Compiègne : bracelet en malachite, 1841.
- Dreux, chapelle royale : Monument funéraire de Françoise d'Orléans (1816-1818), Mademoiselle de Montpensier, fille de Louis Philippe, 1847, petit gisant en marbre.
- Eu, musée Louis-Philippe du château d'Eu :
  - La Reine Marie-Amélie, plâtre ;
  - Louis-Philippe, buste en marbre blanc[24].
- Grenoble, musée de Grenoble : Phryné, 1845, marbre de Paros, 183 × 40 × 47 cm[25].
- Lille, palais des Beaux-Arts : Satyre et bacchante, 1833, groupe en plâtre[26].
- Limoges, musée Adrien Dubouché :
  - La Poésie légère, statuette d'après Pradier[27] ;
  - Charles Marie Denys de Damrémont, 1838 ;
  - Portrait du Maréchal Soult ;
  - Claude Emmanuel Joseph Pierre, marquis de Pastoret, en collaboration avec Eugène-Louis Lequesne.
- Lyon, musée des Beaux-Arts : Odalisque, 1841, statue en marbre[28].
- Montargis, musée Girodet :
  - Le Duc d'Orléans, 1842, bronze ;
  - La Prière, vers 1842.
- Montpellier, musée Fabre : Nyssia[29].
- Nîmes :
  - musée des Beaux-Arts :
    - Jules Canonge, buste ;
    - Jean Reboul, buste.

  - Fontaine Pradier : La figure féminine est une allégorie de la Ville de Nîmes[30].
- Orléans, musée des Beaux-Arts : Vénus surprise au bain, statue en marbre blanc, 182 × 59,5 × 58 cm[31].
- Paris :
  - arc de triomphe de l'Étoile : quatre Renommées aux tympans.
  - Cirque d'Hiver : L'Amazone, autre version de la statue créée pour le Cirque d'Été.
  - École nationale supérieure des beaux-arts :
    - Buste du baron Gérard ;
    - Odalisque, mine de plomb sur papier, 20,4 × 16,5 cm[32]. Dessin préparatoire à la sculpture Odalisque assise datée de 1841, James Pradier y esquisse trois bustes de femme et d'homme, ainsi qu'une femme nue, assise sur un coussin. Elle incarne par son attitude nonchalante et sensuelle et les nombreux bijoux qu'elle porte l'image de l'odalisque dont rêvent les romantiques[33] ;
    - Portrait de Claire Pradier à l'âge de seize ans, pierre noire et rehauts de craie blanche sur papier, 33 × 25 cm[34]. Claire est la fille ainée de Pradier. Debout, dans une attitude pleine de fraîcheur, elle fixe intensément son père de ses yeux bruns. Elle ressemble beaucoup à sa mère Juliette Drouet, célèbre amante de Victor Hugo. De santé fragile, Claire meurt deux ans plus tard. Victor Hugo l'immortalise dans un poème des contemplations, évoquant « la douce Claire aux yeux noirs »[35] ;
    - Portrait de Claire Pradier à l'âge de seize ans, pierre noire et rehauts de craie blanche sur papier, 33,3 × 27,5 cm[36],[37] ;
    - Bacchante, pierre noire et estompe sur papier, 19 × 28,9 cm[38],[39] ;
    - Niobide blessé, pierre noire et estompe sur papier, 29,3 × 22,4 cm[40],[39] ;
    - Esquisse pour une Déploration, mine de plomb sur papier, 19,3 × 24,7 cm[41],[39] ;
    - Étude d'ensemble pour la Déploration (recto) . Vue de Rome depuis le Capitole (verso), mine de plomb sur papier, 19,5 × 27,2 cm[42],[39] ;
    - Études pour les Renommées de l'Arc de Triomphe de l'Étoile (recto). Étude pour Psyché (verso), plume, encre brune (recto) et mine de plomb (verso) sur papier, 20,6 × 27,1 cm[43],[39] ;
    - Cinq esquisses pour des sculptures. Buste du Christ, une corne d'abondance et une tête de taureau (verso). Feuille d'études, plume, encre brune et mine de plomb sur papier, 14,2 × 18,3 cm[44],[39].

  - église de la Madeleine : Le Mariage de la Vierge, 1840, groupe en marbre.
  - fontaine Molière, fronton : La Comédie sérieuse, La Comédie légère et le Génie assis, 1844, marbre.
  - Hôtel des Invalides, tombeau de Napoléon Ier : Victoires, douze statues adossées en marbre entre 1843 et 1852.
  - Institut de France, bibliothèque : François Just Raynouard, secrétaire perpétuel de l'Académie, 1845, buste en marbre[45].
  - jardin des Tuileries : Prométhée enchaîné.
  - musée du Louvre :
    - Phidias,1835, statue en marbre, 235 × 92 × 67 cm[46]
    - Prométhée enchaîné, 1827, statue en marbre[47] ;
    - Buste de l'architecte Charles Percier, marbre[48] ;
    - Diane et Endymion, groupe en terre cuite[49] ;
    - La Poétesse Louise Colet, 1837, statue en plâtre[50] ;
    - La Toilette d'Atalante, 1850, statue en marbre[51] ;
    - Les Trois Grâces, 1831, groupe en marbre[52] ;
    - Buste de Louis-Philippe, marbre[53] ;
    - Niobide blessé, 1822, statue en marbre[54] ;
    - Odalisque dansant, statuette en bronze[55] ;
    - Psyché, 1824, statue en marbre[56] ;
    - Satyre et bacchante, 1834, groupe en marbre[57] ;
    - Louis-Philippe Ier, roi des Français, couronné de feuilles de chêne, 1835 ;
    - Le Duc d'Angoulême congédiant les envoyés de Cadix, 6 septembre 1823 ;
    - Buste de Maxime Du Camp, 1850, bronze ;
    - Phryné remettant ses voiles, 1852 ;
    - Allégorie de la Ville de Strasbourg ;
    - Apothéose de l'empereur Napoléon Ier, 1834, groupe en plâtre[58].

  - place de la Concorde, angle nord-est (côté rue de Rivoli) : Lille et Strasbourg, statues en pierre.
  - musée d'Orsay : Sapho, 1852, statue en marbre[59]. La poétesse grecque est représentée tête baissée, considérant le suicide[60].
  - musée de la Vie romantique :
    - Le Duc d'Orléans, 1842, médaillon en bronze ;
    - Femme tressant ses longs cheveux, 1843, bronze ;
    - Sapho, 1848, réduction montée sur une pendule, garniture de cheminée complétée par une paire de candélabres à effigies féminines, bronze argenté.

  - palais Brongniart (Bourse) : L'Industrie, 1851, statue en marbre.
  - palais Bourbon :
    - La Liberté et L'Ordre public, statues dans l'hémicycle ;
    - L'Instruction publique, bas-relief sur une façade extérieure.
- Poitiers, Musée Sainte-Croix : Mademoiselle de Montpensier (1816-1818), vers 1845, petit gisant en plâtre modèle de celui en marbre de la chapelle royale de Dreux[61]
- Rennes, musée des Beaux-Arts : Hébé[62].
- Rouen, musée des Beaux-Arts : Une nymphe ou Bacchante couchée, 1819, marbre[63].
- Troyes, musée des Beaux-Arts et d'Archéologie : Phryné, modèle plâtre
- Valenciennes, musée des Beaux-Arts :
  - Junon, Vénus et Minerve, terre cuite[64] ;
  - Le Duc d'Orléans, statuette en plâtre, 41,5 × 28 × 27,6 cm[65].
- Versailles :
  - château de Versailles :
    - Anne de Montmorency, 1839 ;
    - Georges baron Cuvier, 1839, buste en plâtre[66].

  - cathédrale Saint-Louis : Tombeau du duc de Berry, marbre blanc[67]
- Villemoustaussou : Monument au baron Aymard, 1903, fondu d'après un buste de Pradier réalisé avant 1852[68].

Suisse
- Genève :
  - conservatoire et jardin botaniques : Monument à Augustin Pyrame de Candolle, 1845.
  - Île Rousseau : Monument à Jean-Jacques Rousseau, 1835.
  - musée d'Art et d'Histoire : Léda, dite Léda des artistes, 1851, statue chryséléphantine.
  - plaine de Plainpalais : Nymphe.

Œuvres de James Pradier
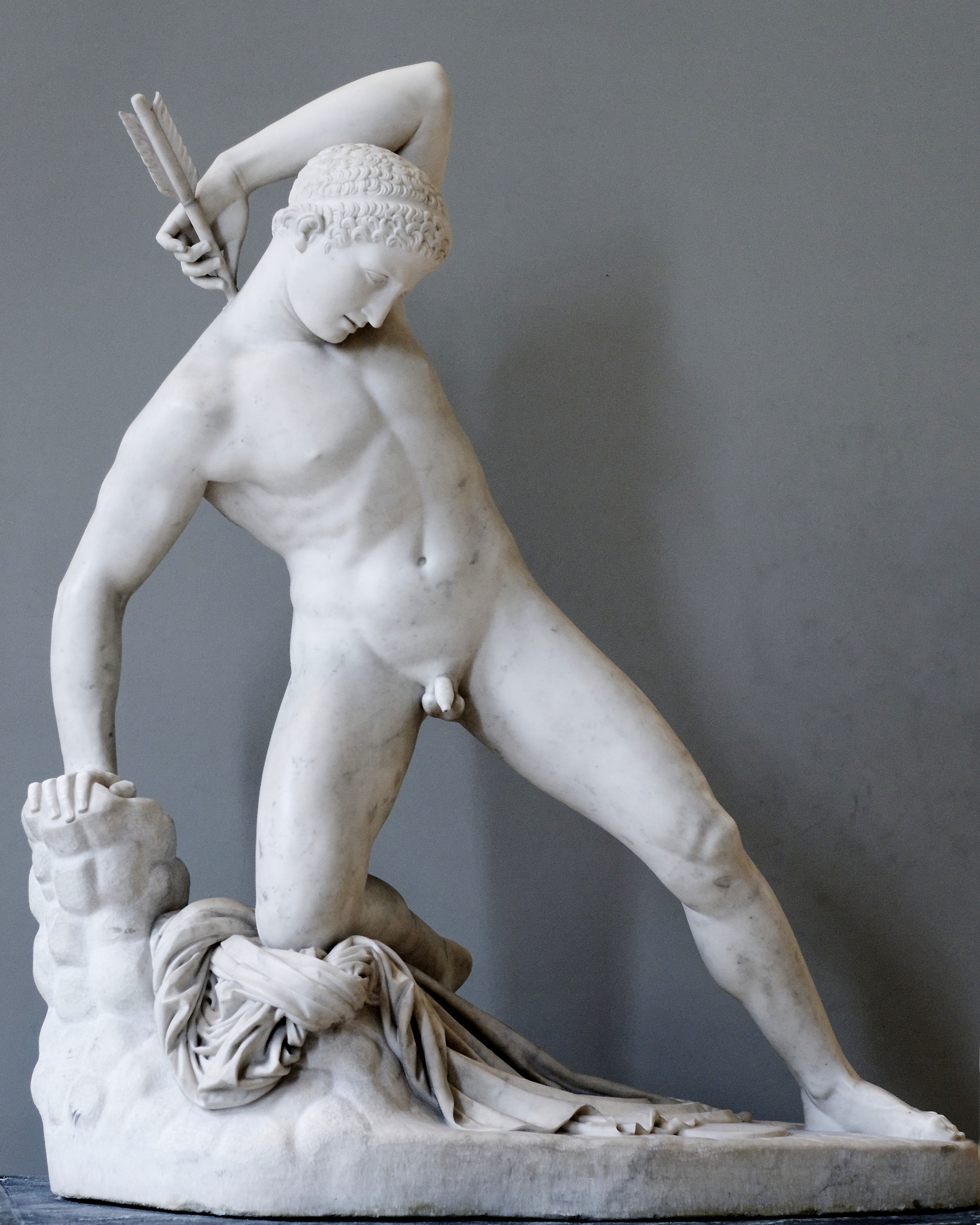
Niobide blessé (1822), marbre, Paris, musée du Louvre.
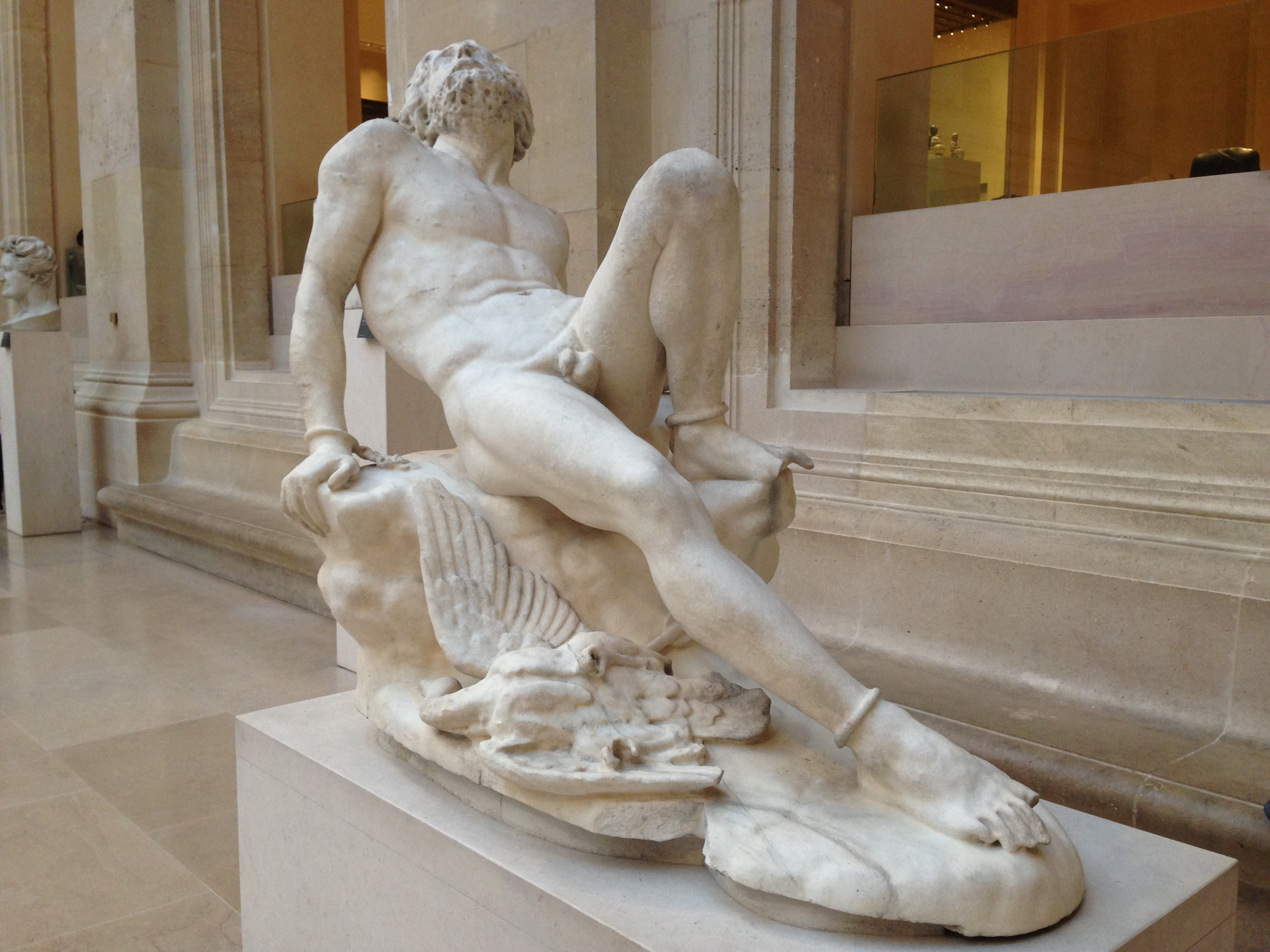
Prométhée enchaîné (1827), marbre, Paris, musée du Louvre.
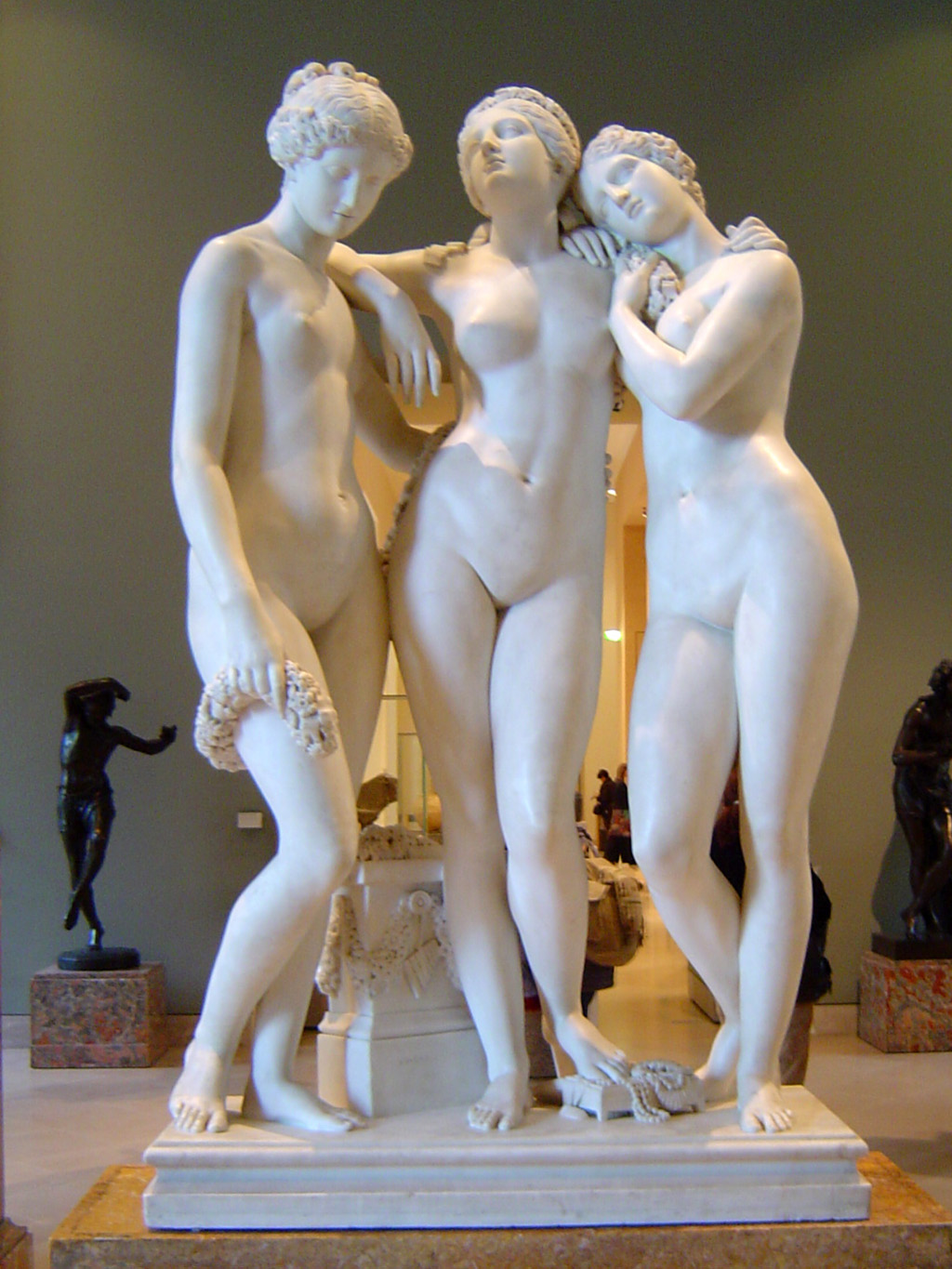
Les Trois Grâces (1831), marbre, Paris, musée du Louvre.
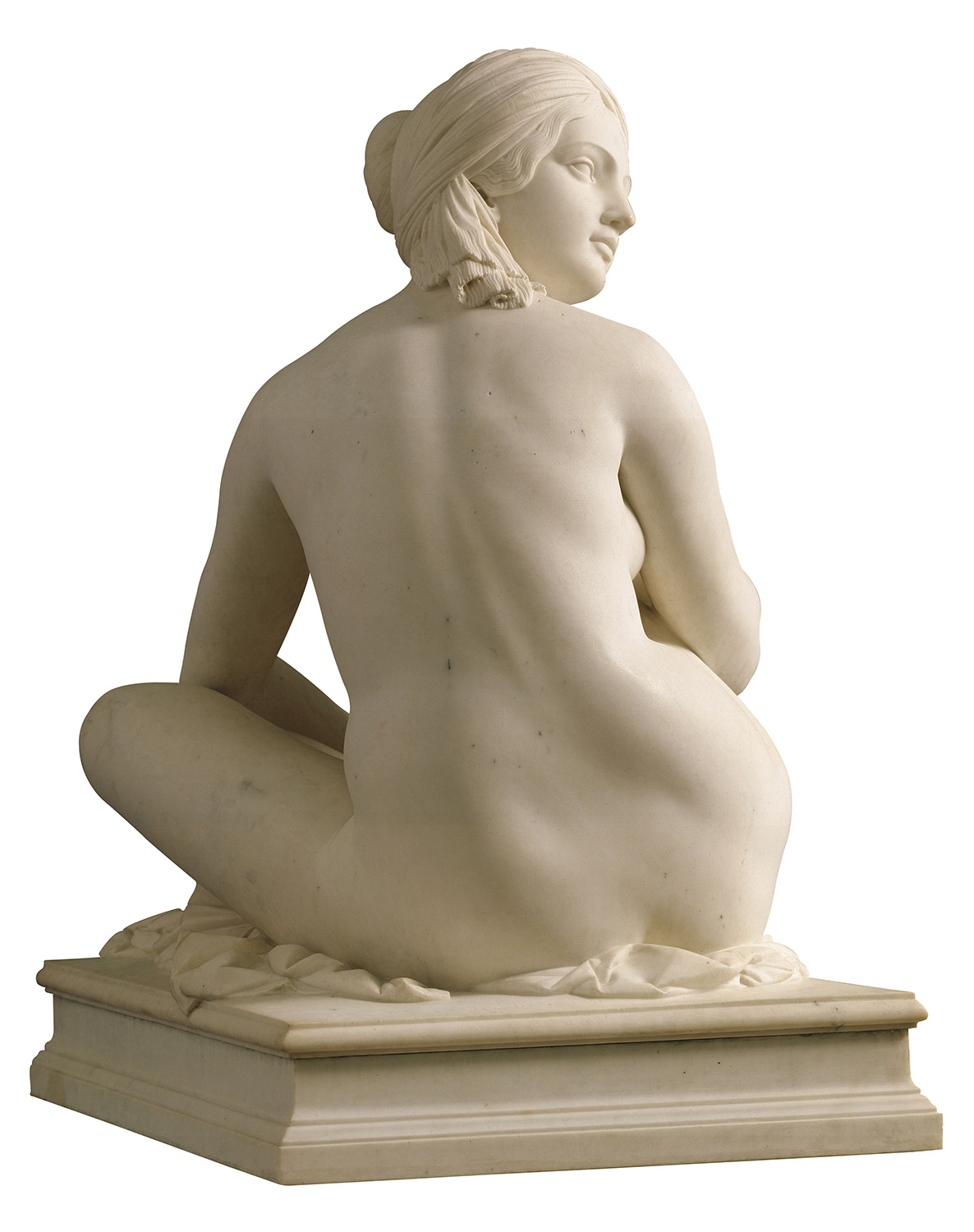
Odalisque (1841), marbre, musée des Beaux-Arts de Lyon.
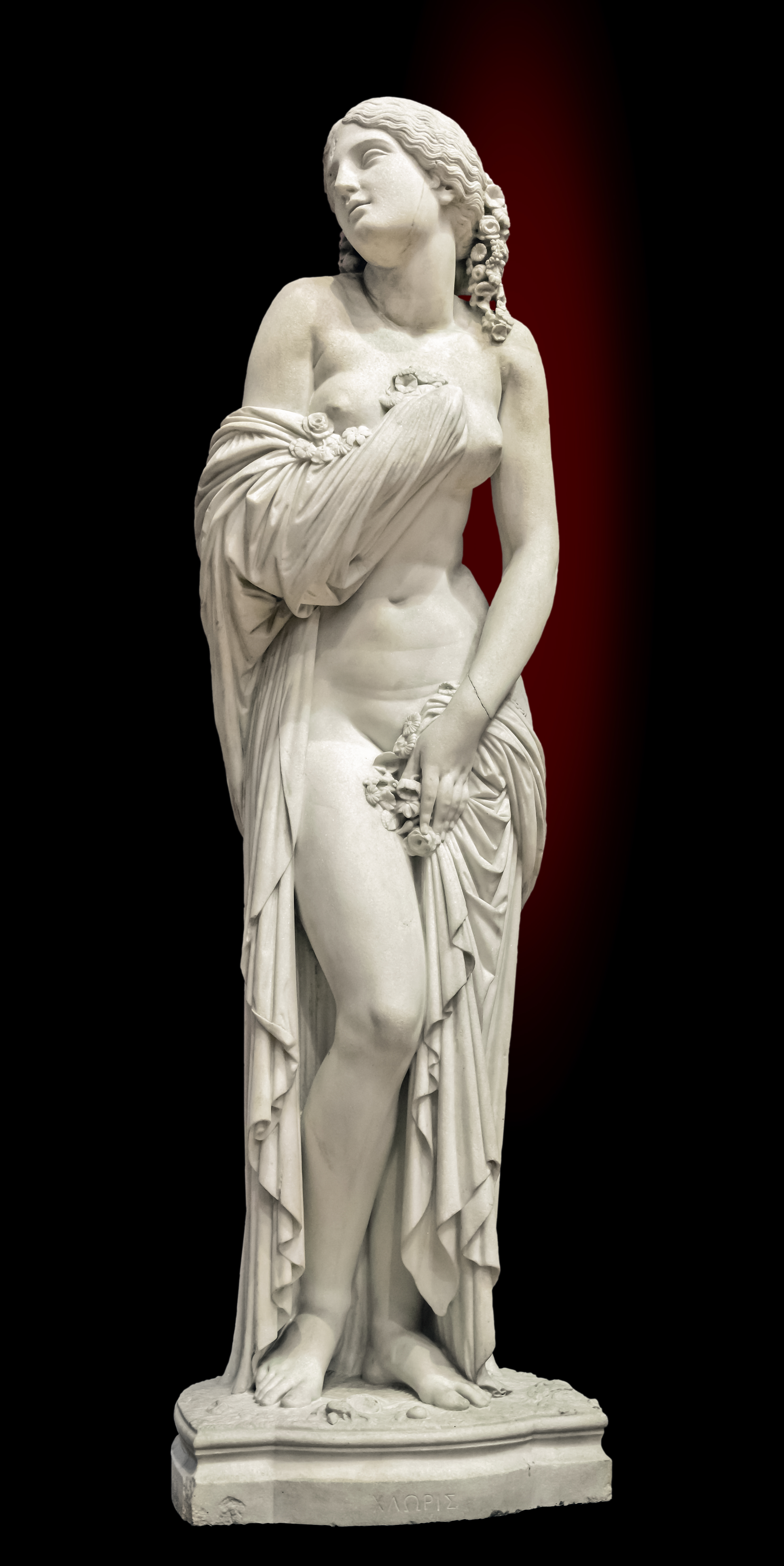
Chloris caressée par Zéphir (1849), marbre, musée des Augustins de Toulouse.
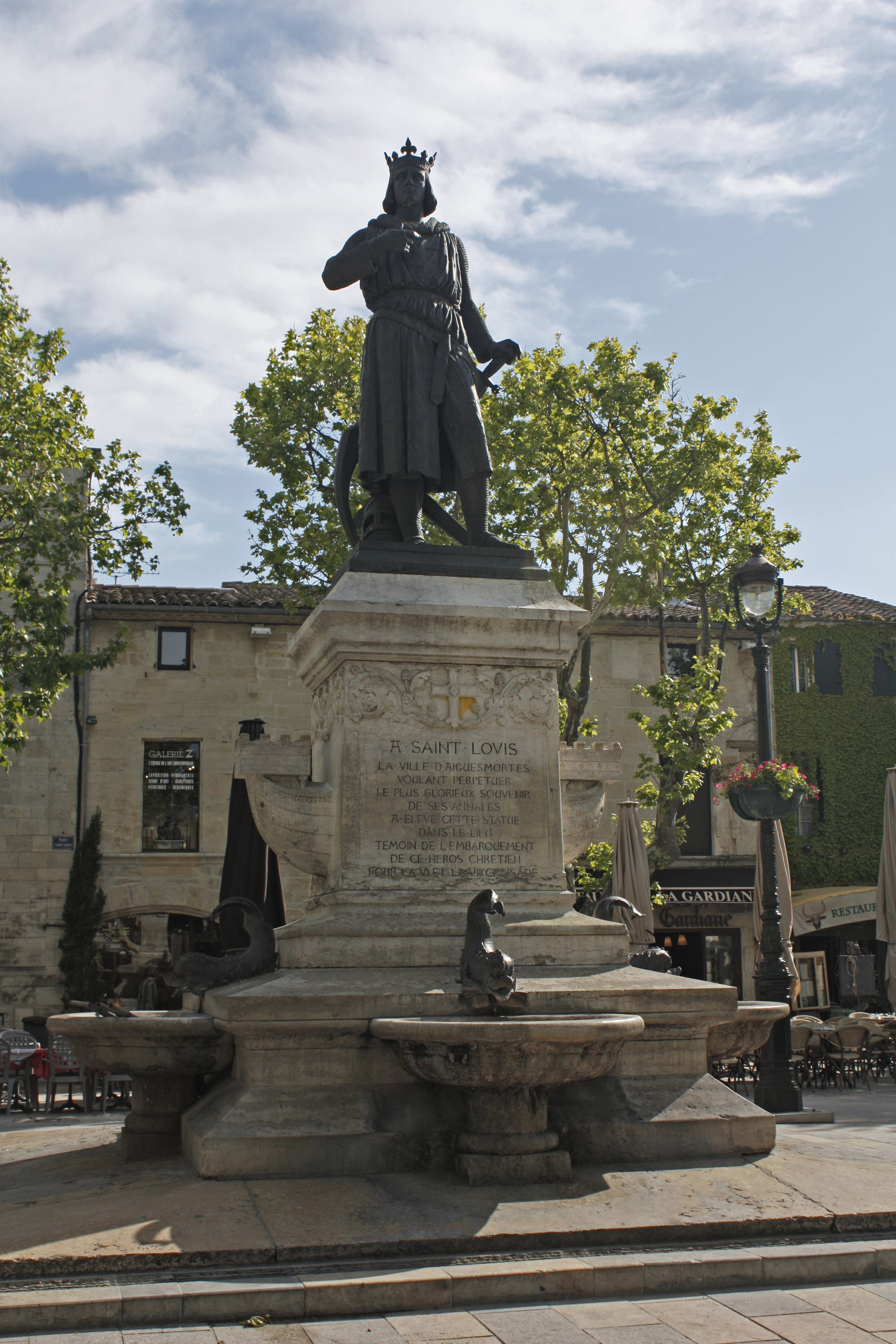
Monument à Saint Louis (1849), bronze, Aigues-Mortes.
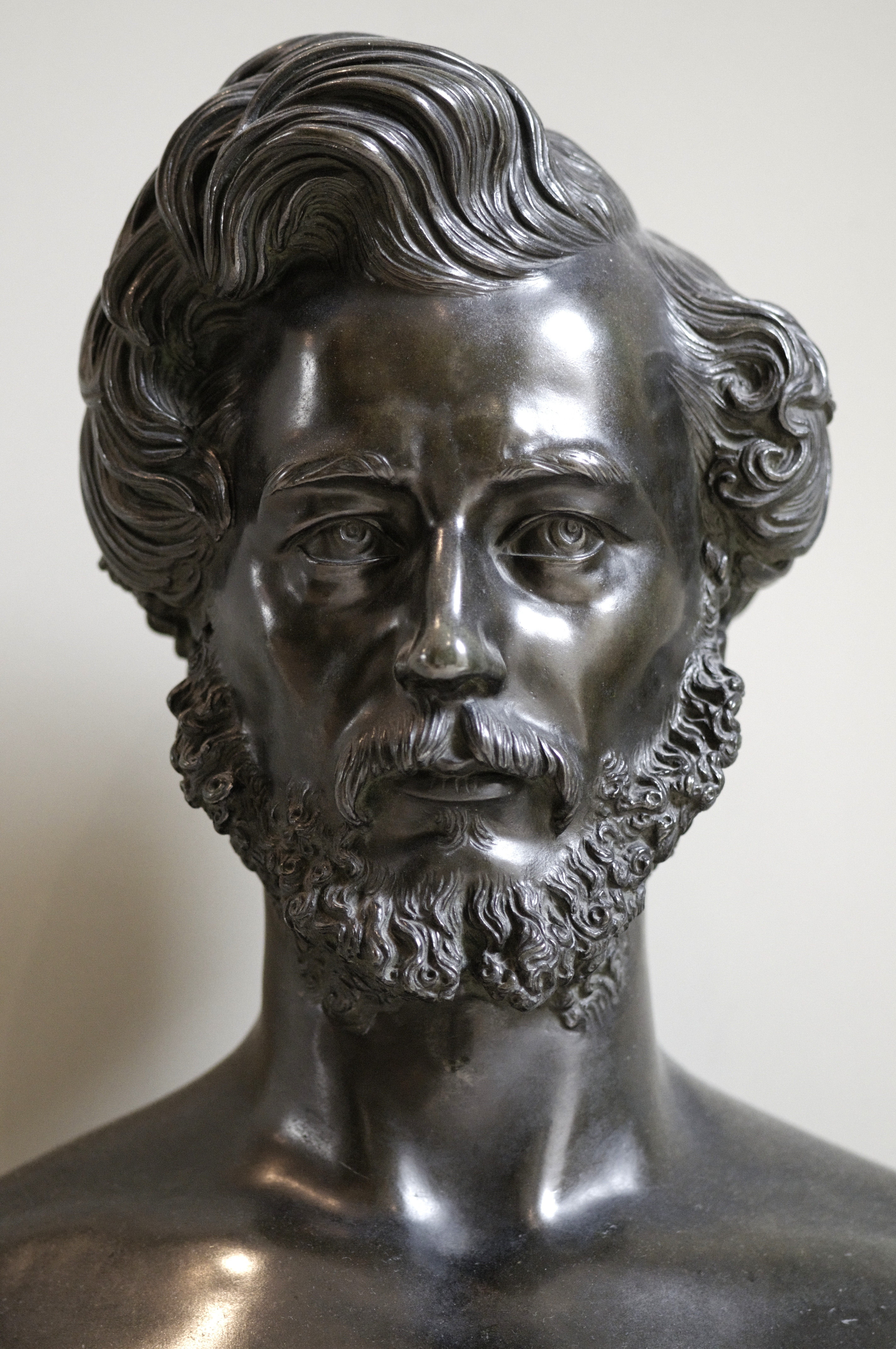
Détail du Buste de Maxime Du Camp (1850), bronze, Paris, musée du Louvre.
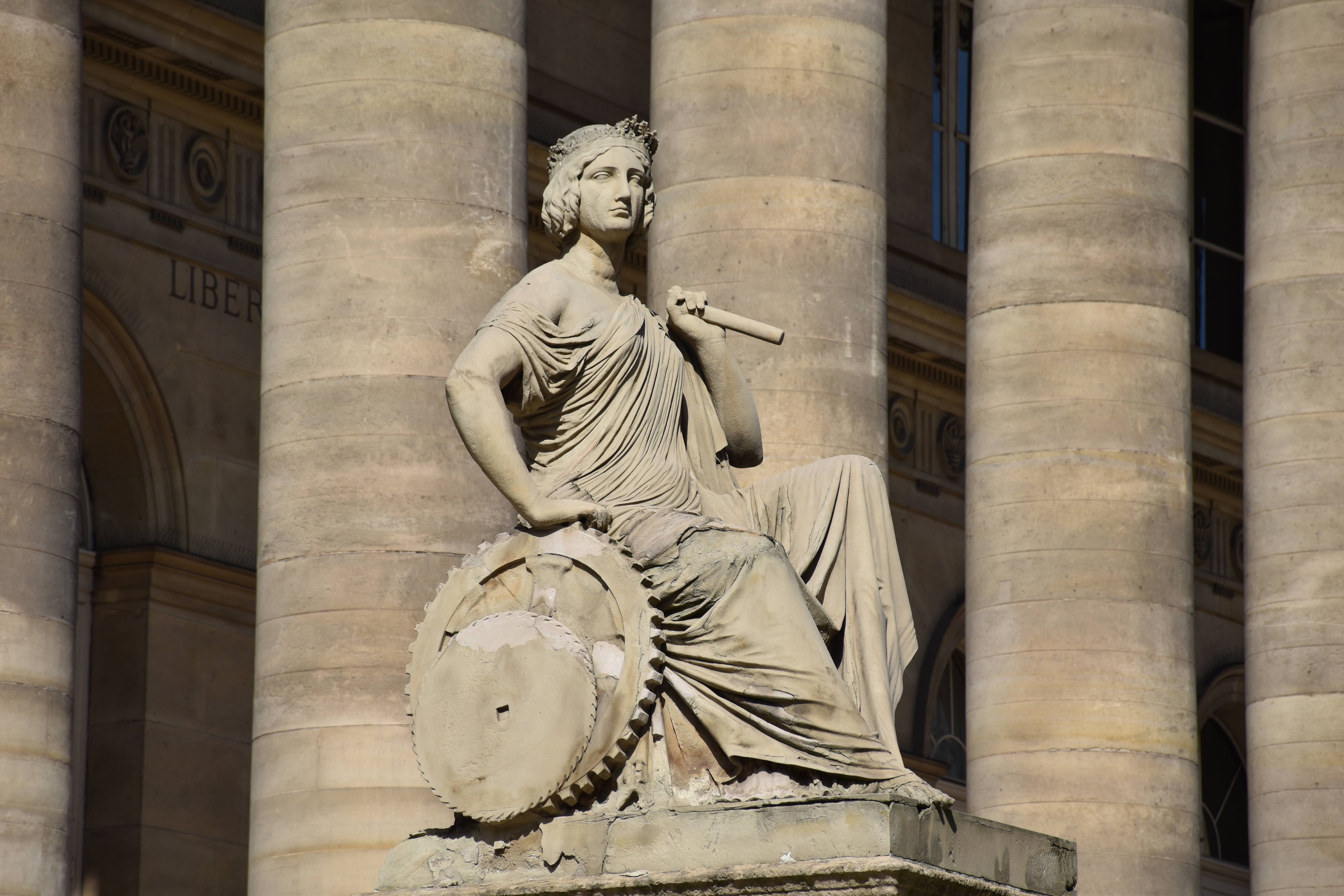
L'Industrie (1851), Paris, palais Brongniart.
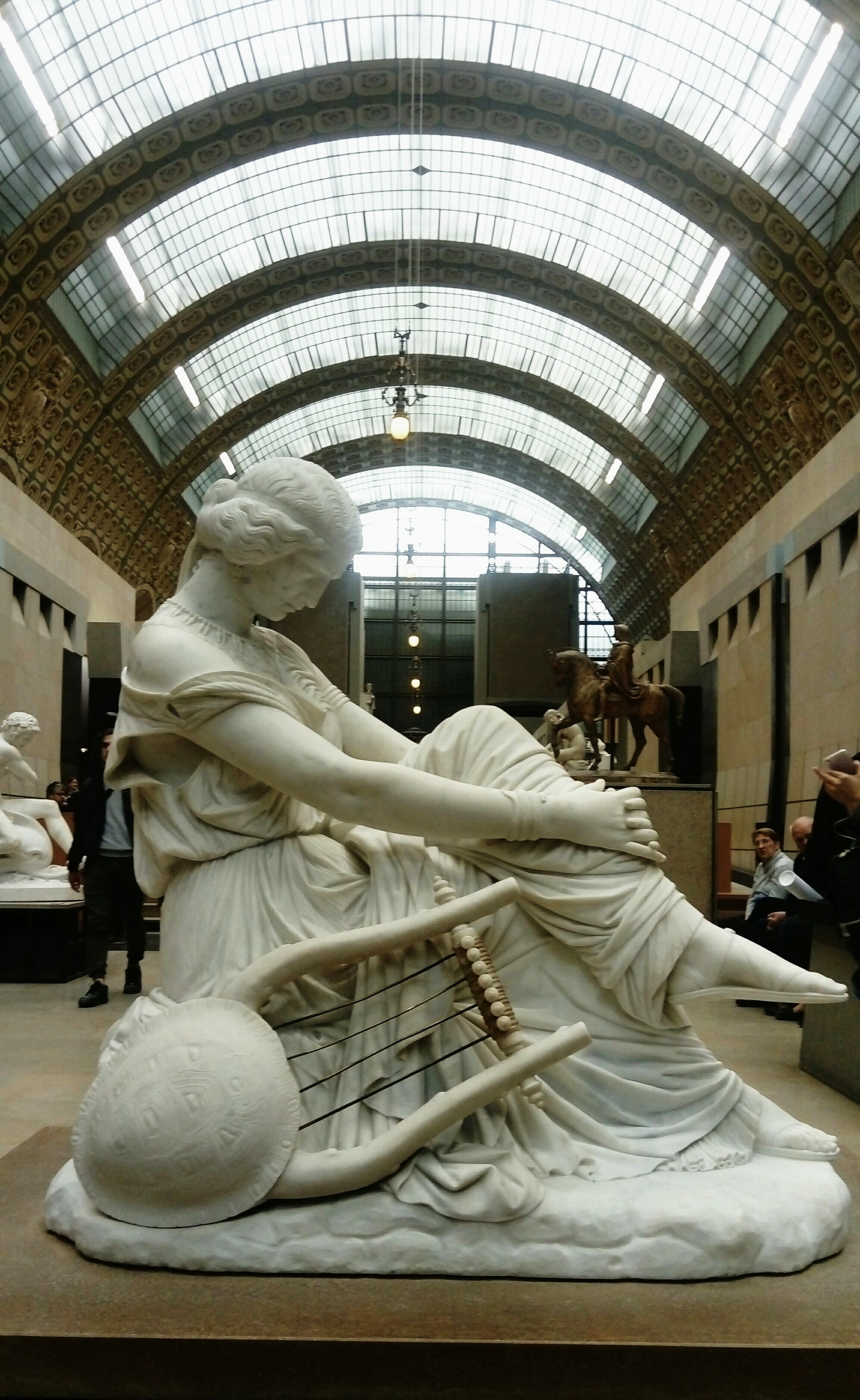
Sapho (1852), marbre, Paris, musée d'Orsay.
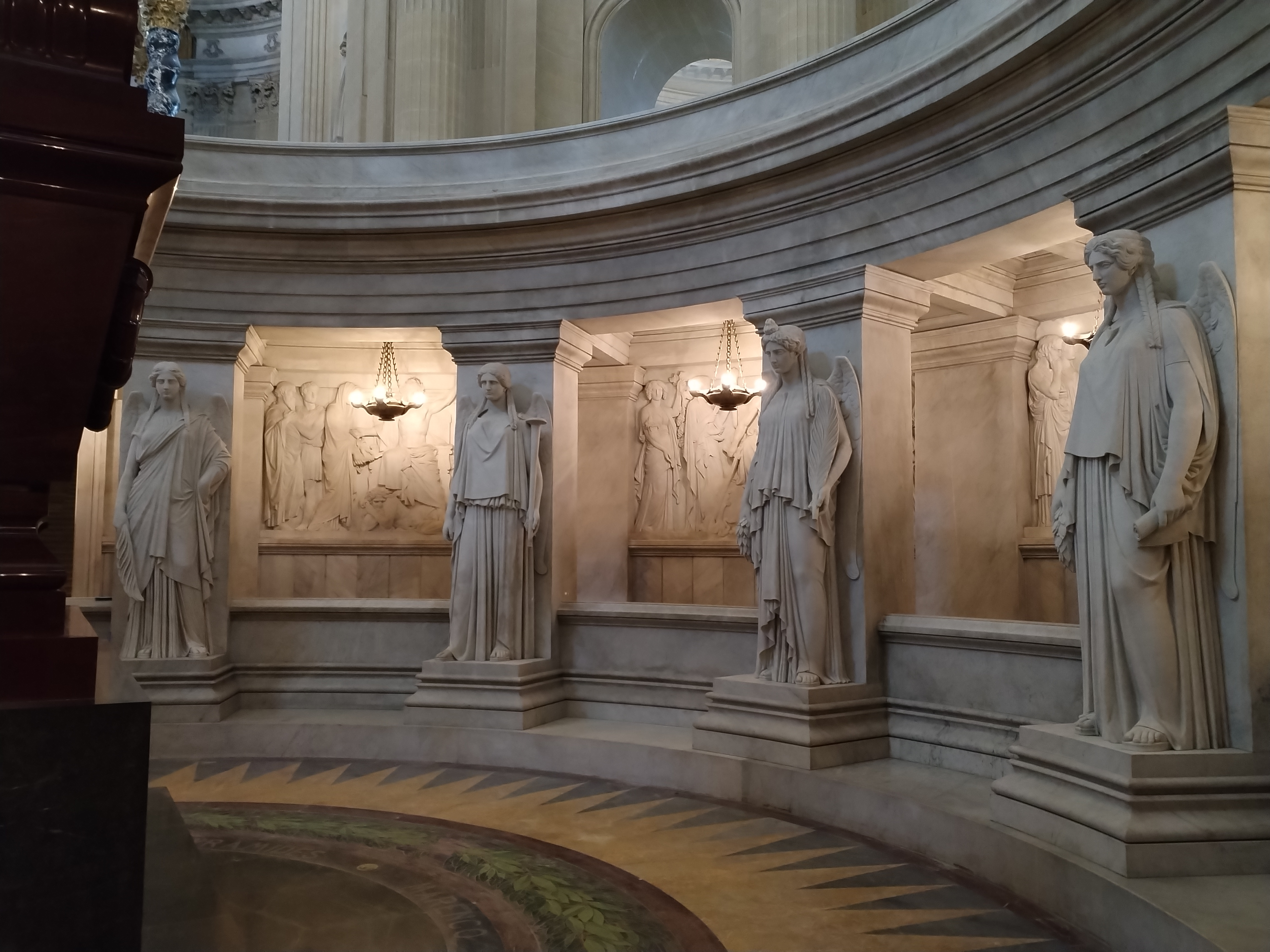
Victoires n°1, 2, 3 et 4 du tombeau de Napoléon aux Invalides.

## Expositions
- 1985-1986, Statues de Chair, sculptures de James Pradier, Paris, Genève.

## Élèves
- Isidore-Romain Boitel
- Guillaume Bonnet
- Auguste Bosc
- Antoine Bovy
- Marie-Noémi Cadiot
- Louis-Félix Chabaud
- Henri Chapu
- Augustin Courtet
- Gustave Crauk[69]
- Antoine Étex[70]
- Hippolyte Ferrat
- Adolphe Victor Geoffroy-Dechaume
- Charles-Joseph Godde
- Eugène Gonon
- Eugène Guillaume
- Henri Lehmann
- Eugène-Louis Lequesne
- Henri Le Secq
- Jacques-Léonard Maillet
- François Félix Roubaud
- Pierre-Charles Simart
- Nicolas-Victor Vilain

## Postérité
L'Association des amis du sculpteur James Pradier (AASJP) est créée le 24 octobre 2019 pour valoriser son œuvre et développer une meilleure connaissance de l'artiste.

### Iconographie
- Eugène-Louis Lequesne, James Pradier, 1852, buste ornant sa sépulture au cimetière du Père-Lachaise à Paris.
- Louis Desprez, James Pradier, 1888, buste en pierre ornant la façade de l'orangerie du jardin du Luxembourg à Paris.